# Viehhausen (Kranzberg)

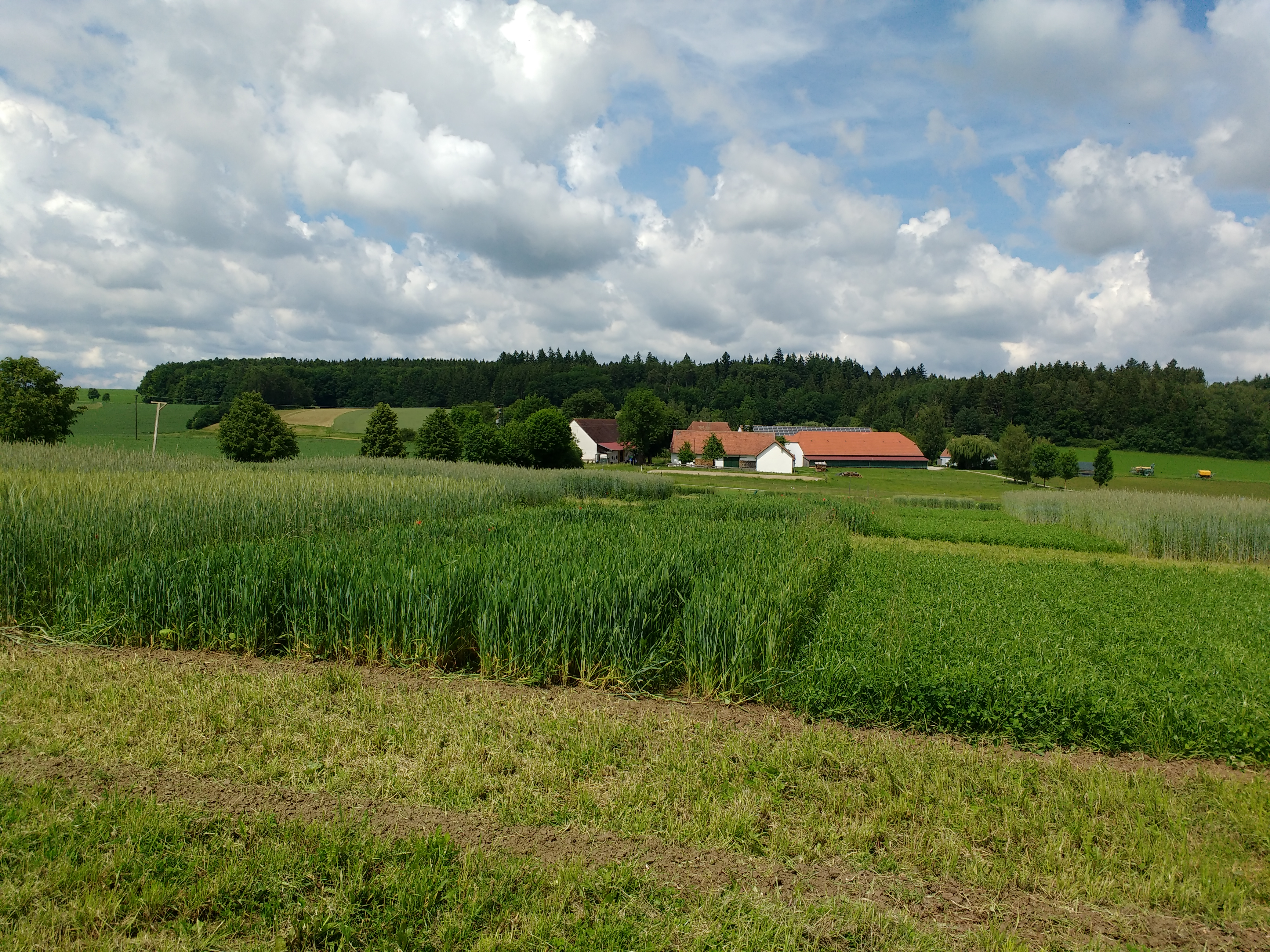
Viehhausen von Süden gesehen

Viehhausen ist ein Gemeindeteil der oberbayerischen Gemeinde Kranzberg im Landkreis Freising, am Westrande des Kranzberger Forstes. Der Weiler hatte im Jahr 2023 13 Einwohner.

## Geschichte
Viehhausen wird erstmals in einer Freisinger Urkunde aus dem Jahr 1232 erwähnt, in der ein gewisser Heinricus de Vihusen genannt wird. 1760 bestand der zum Gebiet des Landgerichts Kranzberg zählende Weiler aus vier Anwesen, von denen drei dem Kurfürsten von Bayern und eines dem Kloster Weihenstephan gehörten. Im Zuge der Gemeindebildung nach dem Gemeindeedikt von 1818 war Viehhausen Teil der Gemeinde Gremertshausen. Mit diesem wurde es im Zuge der Gebietsreform in Bayern am 1. Juli 1972 in die Gemeinde Kranzberg eingegliedert. 
Seit 1953 unterhält die Technische Universität München in Viehhausen eine zum Staatsgut Weihenstephan gehörende landwirtschaftliche Versuchsstation. In der Nähe von Viehhausen befindet sich im Kranzberger Forst die Wüstung Oberberghausen mit der Kirche St. Clemens.